# Seoni (Himachal Pradesh)
Seoni is een nagar panchayat (plaats) in het district Shimla van de Indiase staat Himachal Pradesh. 

## Demografie
Volgens de Indiase volkstelling van 2001 wonen er 1.529 mensen in Seoni, waarvan 50% mannelijk en 50% vrouwelijk is. De plaats heeft een alfabetiseringsgraad van 80%. 